# Svendsen-Gletscher
Der Svendsen-Gletscher ist ein 21 km langer und gewundener Gletscher im Norden des ostantarktischen Viktorialands. In den Usarp Mountains fließt er vom Mount Marzolf nordostwärts und mündet zwischen dem McCain Bluff und dem Lenfant Bluff in einen Vorlandgletscher westlich der Mündung des Rennick-Gletschers in die Rennick Bay.
Der United States Geological Survey kartierte ihn anhand eigener Vermessungen und Luftaufnahmen der United States Navy aus den Jahren von 1960 bis 1962. Das Advisory Committee on Antarctic Names benannte ihn 1970 nach Kendall Lorraine Svendsen (1919–2005), Geomagnetiker des United States Antarctic Research Program auf der McMurdo-Station von 1967 bis 1968.